# 朱色3号

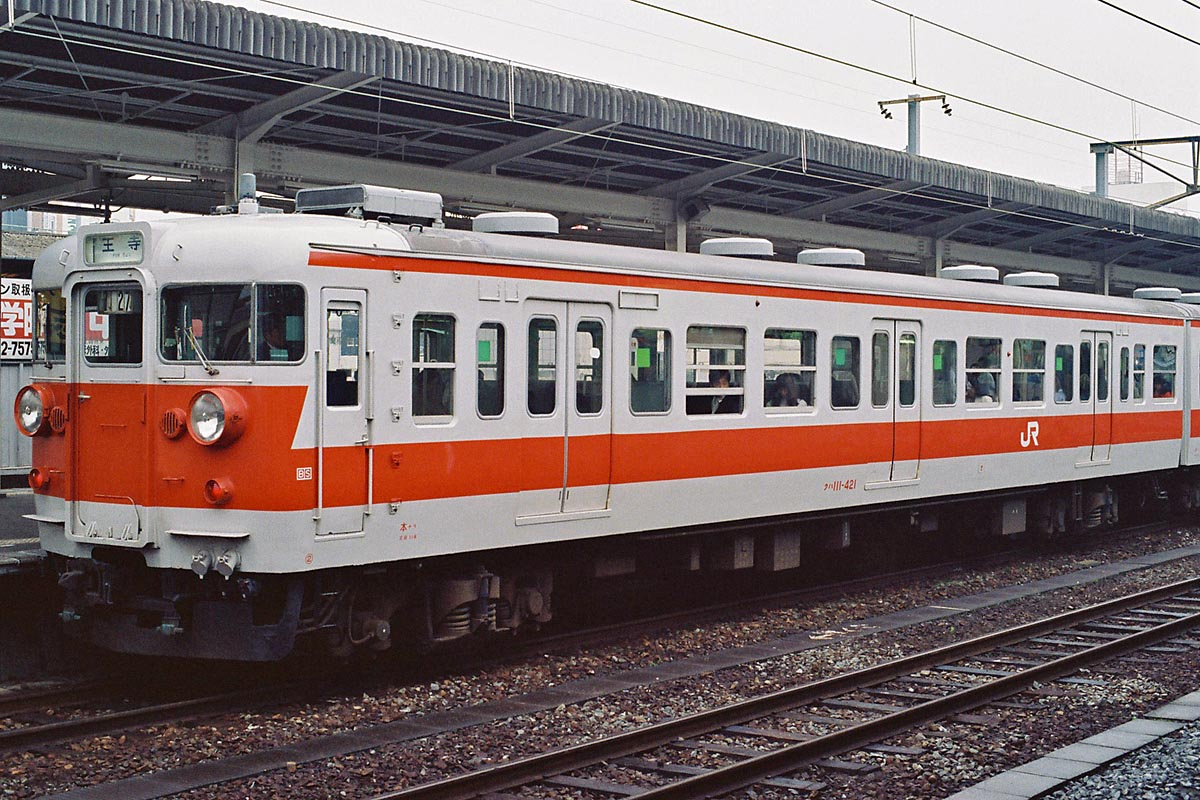
朱色3号を帯色に使用した関西線（大和路線）快速用113系

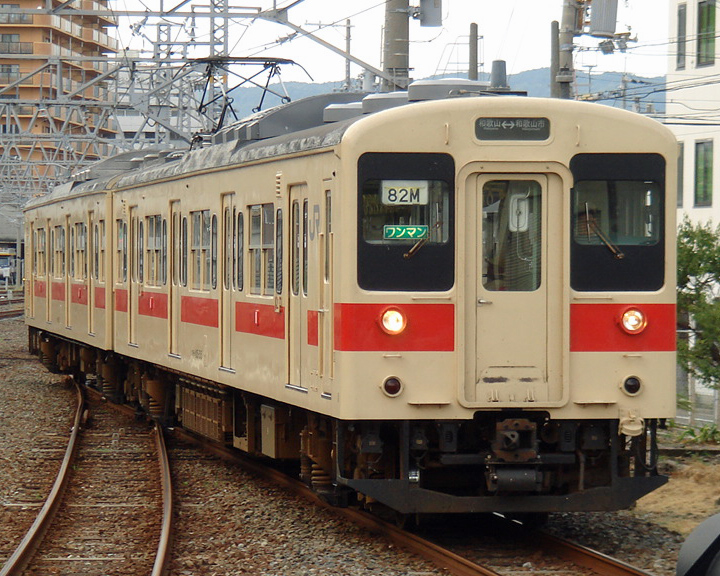
朱色3号を帯色に使用した105系

朱色3号（しゅいろ3ごう）は、日本国有鉄道（国鉄）が定めた色名称の1つである。

## 概要
1959年に登場した、日本初の「修学旅行用電車」である155系電車の地色として採用された。窓周りの黄1号（後に黄5号に変更）と組み合わせたカラーリングは、「修学旅行色」とも呼ばれ、後に159系・167系・キハ58系800番台にも採用され、鮮やかな存在感を示した。ただし、気動車については排煙による汚れから、ややくすんだイメージとなってしまったようである。
1973年には関西線（大和路線）湊町〜奈良間の電化と同時に登場した快速用の113系にも、本色が帯色として採用された。これは、奈良市の春日大社の柱の色にちなんだものといわれ、同様の理由で1984年には奈良線・桜井線・和歌山線用の105系の帯色としても採用されている。
その他、ク5000形貨車の地色としても採用されたほか、ジョイフルトレイン「サロンエクスプレス東京」（その後「ゆとり」に再改造）の窓下の帯にも本色が採用された。
その他、高圧作動油の配管色にも指定されている。

## 使用車両
- 国鉄155系・159系電車
- 国鉄167系電車
- 国鉄キハ58系気動車（800番台）
- 国鉄105系電車（奈良・和歌山地区用）
- 国鉄113系電車（関西線用）
- 国鉄ク5000形貨車